# Labeo cyclorhynchus
Labeo cyclorhynchus és una espècie de peix cipriniforme de la família dels ciprínids.

## Morfologia
Els mascles poden assolir els 16 cm de longitud total.

## Distribució geogràfica
Es troba al riu Congo i al riu Ogowe (Gabon).